# Elaeocarpus microdontus
Elaeocarpus microdontus är en tvåhjärtbladig växtart som beskrevs av Schlechter. Elaeocarpus microdontus ingår i släktet Elaeocarpus och familjen Elaeocarpaceae. Inga underarter finns listade i Catalogue of Life.